# Потомакская армия в сражении при Чанселорсвилле

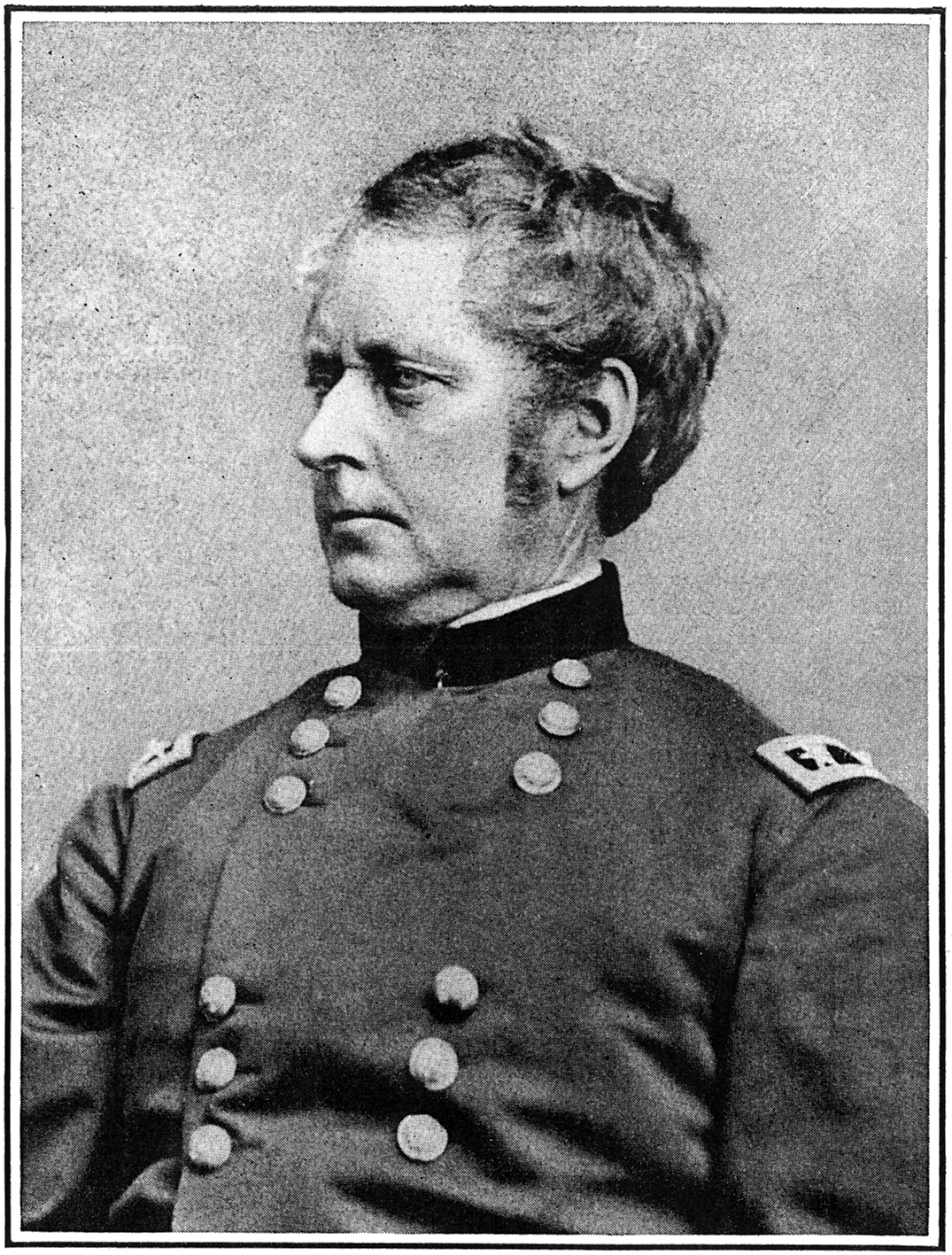
Главнокомандующий Потомакской армии, генерал-майор Джозеф Хукер

1 — 4 мая 1863 года, во время сражения при Чанселорсвилле федеральный главнокомандующий, генерал Хукер имел в своем распоряжении 7 пехотных корпусов и один кавалерийский корпус. Некоторые оценивают общую численность в 115 000 человек. Фриман упоминает 138 378 боеспособных солдат, Стивен Сирс — 134 800. Артиллерия армии насчитывала 413 орудий.

## Потомакская армия

### Штаб армии
- Начальник штаба: генерал-майор Даниель Баттерфилд
- Главный квартирмейстер: бригадный генерал Руфус Ингаллс[англ.]
- Главный инженер: бригадный генерал Говернор Уоррен
- Главный медик: майор Джонатан Латтерман

- Отряд провост-маршала под ком. бриг. ген. Марсена Патрика
  - 93-й Нью-Йоркский пехотный полк, полковник Джон Крокер
  - 8-й пехотный полк, роты A, B, C, D, F, и G: кап. Эдвин Рид
  - 6-й Пенсильванский кавалерийский полк, роты Е и I, кап. Джеймс Старр
  - Подразделение регулярной кавалерии: лейтенант Татналл Полдинг
- Бригада Патрика: полковник Уильям Роджерс
  - 21-й Нью-Йоркский пехотный полк, подп. Честер Стейнберг
  - 23-й Нью-Йоркский пехотный полк, полк. Генри Хоффман
  - 35-й Нью-Йоркский пехотный полк, полк. Джон Тодд
  - 80-й Нью-Йоркский пехотный полк (20-й милицейский), полк. Теодор Гейтс
  - Мерилендский легкоартиллерийский полк, батарея В, капитан Алонцо Сноу
  - Огайский легкоартиллерийский полк, 12-я батарея, кап. Аарон Джонсон
- Инженерная бригада, бриг. генерала Генри Бенхама
  - 15-й Нью-Йоркский инженерный полк, полк. Клинтон Колгейт
  - 50-й Нью-Йоркский инженерный полк, полк. Чарльз Стюарт
  - Инженерный батальон, кап. Чрнси Риз
- Сигнальный корпус: кап. Самуэль Кашинг
- Артиллерийское ведомство, лейтенант Джон Эди
- Охранение и ординарцы
  - Кавалерия Онейда, кап. Дениель Манн

### I Корпус
Командующий: генерал-майор Джон Рейнольдс
Дивизия Джеймса Уодсворта
- Бригада Вальтера Фелпса[англ.]
  - 22-й Нью-Йоркский пехотный полк, май. Томас Стронг
  - 24-й Нью-Йоркский пехотный полк, полк. Самуэль Бердсли
  - 30-й Нью-Йоркский пехотный полк, полк. Уильям Сиринг
  - 84-й Нью-Йоркский пехотный полк (14-й милицейский), полк. Эдвард Фоулер[англ.]
- Бригада Лизандера Катлера
  - 7-й Индианский пехотный полк, подп. Ира Гровер
  - 76-й Нью-Йоркский пехотный полк, полк. Уильям Уэйнрайт
  - 95-й Нью-Йоркский пехотный полк, полк. Джордж Биддль
  - 147-й Нью-Йоркский пехотный полк, полк. Джон Батлер
  - 56-й Пенсильванский пехотный полк, полк. Уильям Хоффман
- Бригада Габриэля Пола
  - 22-й Нью-Джерсийский пехотный полк, полк. Эбрахам Демарест
  - 29-й Нью-Джерсийский пехотный полк, полк. Уильям Тейлор
  - 30-й Нью-Джерсийский пехотный полк, полк. Джон Кладек
  - 31-й Нью-Джерсийский пехотный полк, подп. Роберт Хонейман
  - 137-й Пенсильванский пехотный полк, полк. Джозеф Кидду
- Бригада Соломона Мередита
  - 19-й Индианский пехотный полк, полк. Самуэль Уильямс
  - 24-й Мичиганский пехотный полк, полк. Генри Морроу
  - 2-й Висконсинский пехотный полк, полк. Генри Морроу
  - 6-й Висконсинский пехотный полк, полк. Эдвард Брэгг
  - 7-й Висконсинский пехотный полк, полк. Уильям Робинсон
- Артиллерия капитана Джона Рейнольдса
  - Нью-Гемпширский легкоартиллерийский полк, 1-я батарея, кап. Фредерик Эджелл
  - 1-й Нью-Йоркский легкоартиллерийский полк, батарея L, кап. Джон Рейнольдс
  - 4-й артиллерийский полк, батарея В, лейт. Джеймс Стюарт

Дивизия Джона Робинсона
- Бригада Адриана Рута[англ.]
  - 16-й Мэнский пехотный полк, полк. Чарльз Тилден
  - 94-й Нью-Йоркский пехотный полк, кап. Самуэль Моффетт
  - 104-й Нью-Йоркский пехотный полк, полк. Гилберт Прей
  - 107-й Нью-Йоркский пехотный полк, полк. Томас Маккой
- Бригада Генри Бакстера
  - 12-й Массачусетский пехотный полк, полк. Джеймс Бейтс
  - 26-й Нью-Йоркский пехотный полк, подп. Гилберт Дженнигс
  - 90-й Пенсильванский пехотный полк, полк. Питер Лиль
  - 136-й Пенсильванский пехотный полк, полк. Томас Бейн
- Бригада полковника Самуэля Леонарда
  - 13-й Массачусетский пехотный полк, подп. Вальтер Бечелдер
  - 83-й Нью-Йоркский пехотный полк (9-й милицейский), подполковник Джозеф Моэшь
  - 97-й Нью-Йоркский пехотный полк, полковник Чарльз Уилок
  - 11-й Пенсильванский пехотный полк, полк. Ричард Култер
  - 88-й Пенсильванский пехотный полк, подп. Льюис Вагнер
- Артиллерия Данбара Рэнсома:
  - Мэнский легкоартиллерийский полк, 2-я батарея, кап. Джеймс Холл
  - Мэнский легкоартиллерийский полк, 5-я батарея, кап. Джордж Леппиен (р.), лейт. Эдмунд Кирби (уб.)
  - Пенсильванский легкоартиллерийский полк, батарея С, кап. Джеймс Томпсон
  - 5-й артиллерийский полк, батарея С, кап. Данбар Рэнсом

Дивизия Эбнера Даблдея
- Бригада Томаса Роули[англ.]
  - 121-й Пенсильванский пехотный полк, полк. Чапман Бидль[англ.]
  - 135-й Пенсильванский пехотный полк, полк. Джеймс Портер
  - 142-й Пенсильванский пехотный полк, полк. Роберт Каммингс
  - 151-й Пенсильванский пехотный полк, полк. Харрисон Аллен
- Бригада Роя Стоуна
  - 143-й Пенсильванский пехотный полк, полк. Эдмунд Дана
  - 149-й Пенсильванский пехотный полк, подп. Уалтон Дуайт
  - 150-й Пенсильванский пехотный полк, полк. Ленгхорн Уистер
- Артиллерия Эзры Мэттьюса
  - 1-й Пенсильванский легкоартиллрийский полк, батарея В, кап. Джеймс Купер
  - 1-й Пенсильванский легкоартиллрийский полк, батарея F, лейт. Брюс Риккетс
  - 1-й Пенсильванский легкоартиллрийский полк, батарея G, кап. Фрэнк Эмсден

### II Корпус
Командующий: генерал-майор Дариус Коуч
Дивизия Уинфилда Хэнкока
- Бригада Джона Колдвелла
  - 5-й Нью-Гемпширский пехотный полк, полк. Эдвард Кросс
  - 61-й Нью-Йоркский пехотный полк, полк. Нельсон Майлз (р.)
  - 81-й Пенсильванский пехотный полк, полк. Бойд Маккин
  - 148-й Пенсильванский пехотный полк, полк. Джеймс Бивер (р.)
- Ирландская бригада Томаса Мигера
  - 28-й Массачусетский пехотный полк, полк. Ричард Бирнс
  - 63-й Нью-Йоркский пехотный полк, подп. Ричард Бентли
  - 69-й Нью-Йоркский пехотный полк, кап. Джеймс Маккги
  - 88-й Нью-Йоркский пехотный полк, полк. Патрик Келли
  - 116-й Пенсильванский батальон, май. Сен-Клер Мюлхолланд
- Бригада Сэмюэля Зука
  - 52-й Нью-Йоркский пехотный полк, полк. По Фрэнк (р.), подп. Чарльз Фройденберг
  - 57-й Нью-Йоркский пехотный полк, подп. Элфорд Чапман
  - 66-й Нью-Йоркский пехотный полк, полк. Орландо Моррис
  - 140-й Пенсильванский пехотный полк, полк. Ричард Робертс
- Бригада полковника Джона Брука
  - 27-й Коннектикутский пехотный полк, полк. Ричард Боствик (попал в плен)
  - 2-й Делаверский пехотный полк, подп. Дэвид Страйкер
  - 64-й Нью-Йоркский пехотный полк, полк. Дениель Бигхэм
  - 53-й Пенсильванский пехотный полк, подп. Ричард Макмайкал
  - 57-й Пенсильванский пехотный полк, полк. Хайрам Браун
- Артиллерия капитана Руфуса Петтита
  - 1-й Нью-Йоркский легкоартиллерийский полк, батарея В, кап. Руфус Петтит
  - 4-й артиллерийский полк, батарея С, лейтенант Эван Томас

Дивизия Джона Гиббона
- Бригада Альфреда Салли
  - 19-й Мэнский пехотный полк, полк. Фрэнсис Хет
  - 15-й Массачусетский пехотный полк, май. Джордж Джослин
  - 1-й Миннесотский пехотный полк, подп. Уильям Коллвил
  - 34-й Нью-Йоркский пехотный полк, полк. Байрон Лафлин
  - 82-й Нью-Йоркский пехотный полк, полк. Генри Хадсон
- Филадельфийская бригада Джошуа Оуэна
  - 69-й Пенсильванский пехотный полк, полк. Деннис О’Кейн
  - 71-й Пенсильванский пехотный полк, полк. Ричард Смит
  - 72-й Пенсильванский пехотный полк, полк. Де Витт Бакстер
  - 106-й Пенсильванский пехотный полк, полк. Тернер Морхед
- Бригада Нормана Холла
  - 19-й Массачусетский пехотный полк, подп. Артур Девре
  - 20-й Массачусетский пехотный полк, подп. Джордж Маси
  - 7-й Мичиганский пехотный полк, кап. Амос Стил
  - 42-й Нью-Йоркский пехотный полк, полк. Джеймс Мэллон
  - 59-й Нью-Йоркский пехотный полк, подп. Макс Томан
  - 127-й Пенсильванский пехотный полк, полк. Уильям Дженнингс
- Снайпера: 1-я массачусетская рота, кап. Уильям Пламер
- Артиллерия
  - 1-й Род-Айлендский легкоартиллерийский полк, батарея А, кап. Уильям Арнольд
  - 1-й Род-Айлендский легкоартиллерийский полк, Батарея В, кап. Томас Браун

Дивизия Уильяма Френча
- Бригада Самуэля Кэрролла
  - 14-й Индианский пехотный полк, полк. Джон Кунс
  - 24-й Нью-Джерсийский пехотный полк, полк. Уильям Робертсон
  - 28-й Нью-Джерсийский пехотный полк, подп. Джон Уилдрик (попал в плен)
  - 4-й Огайский пехотный полк, подп. Леонард Карпентер
  - 8-й Огайский пехотный полк, подп. Франклин Сойер
  - 7-й Западновирджинский пехотный полк, полк. Джозеф Снайдер
- Бригада Уильяма Хейса[англ.]
  - 14-й Коннектикутский пехотный полк, май. Теодор Эллис
  - 12-й Нью-Джерсийский пехотный полк, полк. Ховард Уиллетс (р.)
  - 108-й Нью-Йоркский пехотный полк, полк. Чарльз Пауэрс
  - 130-й Пенсильванский пехотный полк, полк. Леви Маиш (р.), май. Джозеф Дженкинс
- Бригада полковника Джона МакГрегора
  - 1-й Делаверский пехотный полк, полк. Томас Смит
  - 4-й Нью-Йоркский пехотный полк, подп. Уильям Джеймсон
  - 132-й Пенсильвансий пехотный полк, полк. Чарльз Элбрайт
- Артиллерия
  - 1-й Нью-Йоркский легкоартиллерийский полк, батарея G, лейт. Нельсон Эймс
  - 1-й Род-Айлендский легкоартиллерийский полк, батарея G, кап. Джордж Эдамс

### III Корпус

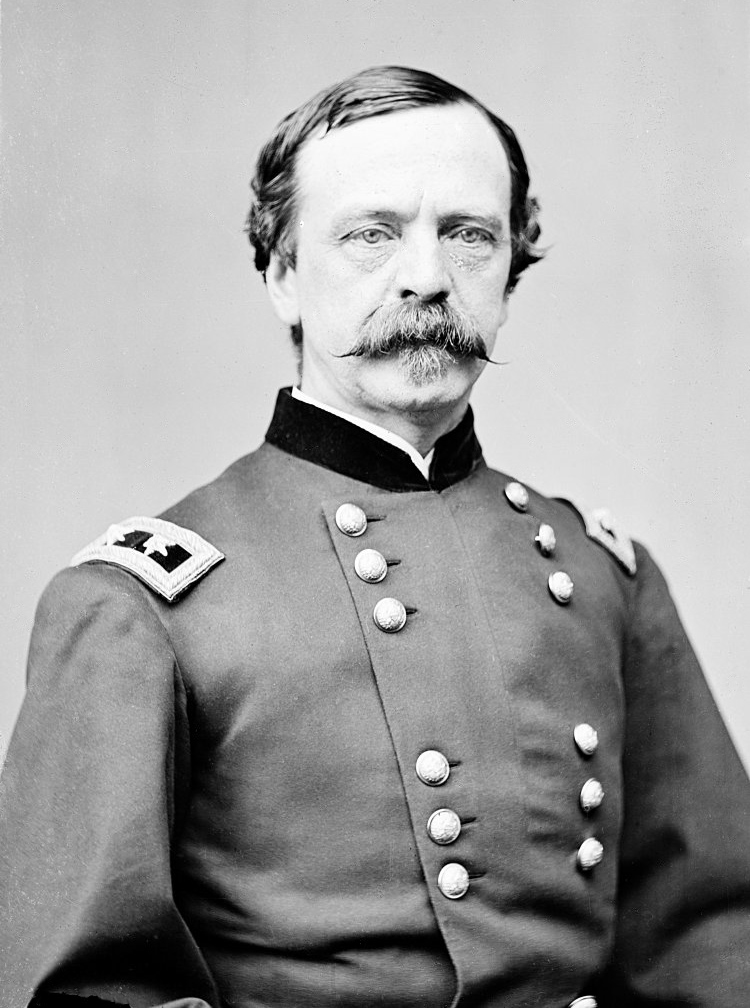
Генерал-майор Дэниель Сиклс

Командующий: генерал-майор Дэниэль Сиклс
Дивизия Дэвида Бирни
- Бригада Чарльза Грэма (после ранения генерала Уиппла возглавил 3-ю дивизию, сдав командование Томасу Эгану)
  - 57-й Пенсильванский пехотный полк, полк. Питер Сайдс
  - 63-й Пенсильванский пехотный полк, подп. Уильям Кирквуд (уб.), кап. Джеймс Райан
  - 68-й Пенсильванский пехотный полк, полк. Эндрю Типпин
  - 105-й Пенсильванский пехотный полк, полк. Амор Макнайт (уб.), подп. Кельвин Крейг
  - 114-й Пенсильванский пехотный полк, полк. Чарльз Коллинз, подп. Фредерик Кавада
  - 141-й Пенсильванский пехотный полк, полк. Генри Мэдилл
- Бригада Хобарта Уорда
  - 20-й Индианский пехотный полк, полк. Джон Уилер[англ.]
  - 3-й Мэнский пехотный полк, полк. Мосес Лейкмен
  - 4-й Мэнский пехотный полк, полк. Элия Уокер
  - 38-й Нью-Йоркский пехотный полк, полк. Режи де Тробриан
  - 40-й Нью-Йоркский пехотный полк, полк. Томас Эган
  - 99-й Пенсильванский пехотный полк, полк. Эшер Лейди
- Бригада Самуэля Хаймана
  - 17-й Мэнский пехотный полк, подп. Чарльз Меррилл, полк. Томас Робертс
  - 3-й Мичиганский пехотный полк, полк. Байрон Пирс (р.), подп. Эдвин Пирс
  - 5-й Мичиганский пехотный полк, подп. Эдвард Шерлок (уб), май. Джон Пулфорд
  - 1-й Нью-Йоркский пехотный полк, подп. Френсис Леланд
  - 37-й Нью-Йоркский пехотный полк, подп. Джилберт Риордан
- 3 артиллерийские батареи

Дивизия Хайрема Берри
- Бригада Джозефа Карра
  - 1-й Массачусетский пехотный полк, полк. Наполеон Маклафлин
  - 11-й Массачусетский пехотный полк, полк. Уильям Блейсделл
  - 16-й Массачусетский пехотный полк, подп. Вальдо Мерриам
  - 11-й Нью-Джерсийский пехотный полк, полк. Роберт Макаллистер
  - 26-й Пенсильванский пехотный полк, полк. Бенжамин Тильгман (р.), май. Роберт Бодин
- Бригада Джозефа Ревере (Эксельсиорская бригада)
  - 70-й Нью-Йоркский пехотный полк, полк. Эгберт Фархам
  - 71-й Нью-Йоркский пехотный полк, полк. Генри Поттер
  - 72-й Нью-Йоркский пехотный полк, полк. Уильям Стивенс (уб.) май. Джон Леонард
  - 73-й Нью-Йоркский пехотный полк, май. Майкл Бёрнс
  - 74-й Нью-Йоркский пехотный полк, подп. Уильям Лонсбери (р.), кап. Генри Аллес (р.), кап. Фрэнсис Тайлер
  - 120-й Нью-Йоркский пехотный полк, подп. Корнелиус Вестбрук
- Бригада Гершома Мотта
  - 5-й Нью-Джерсийский пехотный полк, полк. Уильям Сьюэлл
  - 6-й Нью-Джерсийский пехотный полк, полк. Джордж Бёрлинг (р.)
  - 7-й Нью-Джерсийский пехотный полк, полк. Льюис Фрэнсин
  - 8-й Нью-Джерсийский пехотный полк, полк. Джон Рамсей (р.)
  - 2-й Нью-Йоркский пехотный полк, полк. Сидни Парк (р.), подп. Уильям Ольмстед
  - 115 Пенсильванский пехотный полк, полк. Фрэнсис Ланкастер (уб.), май. Джон Данн
- Артиллерия капитана Томаса Осборна
  - 1-й Нью-Йоркский легкоартиллерийский полк, батарея D, лейт. Джордж Уинслоу
  - Нью-Йоркский легкоартиллерийский полк, 4-я батарея, лейт. Уильям Маклин
  - 1-й Артиллерийский полк, батарея Н, лейт. Джастин Димик (уб.), лейт. Джеймс Сандерсон
  - 4-й Артиллерийский полк, батарея К, лейт. Фрэнис Сили

Дивизия Эмиэля Уиппла
- Бригада полковника Эмлена Франклина
  - 86-й Нью-Йоркский пехотный полк, подп. Бена Чапин (уб.)
  - 124-й Нью-Йоркский пехотный полк, полк. Ван Хорн Эллис
  - 122-й Пенсильванский пехотный полк, подп. Эдвард Макговерн
- Бригада полковника Самуэля Боумана
  - 12-й Нью-Гемпширский пехотный полк, полк. Джозеф Поттер (р.), подп. Джон Марш (р), май. Джордж Саваж (р.)
  - 84-й Пенсильванский пехотный полк, подп. Милтон Опп
  - 110-й Пенсильванский пехотный полк, подп. Джеймс Кроутер (уб.), май. Дэвид Джонс (ранен и попал в плен)
- Бригада Хайрема Бердана
  - 1-й снайперский полк, подп. Капер Трепп
  - 2-й снайперский полк, май. Хоаер Стоутон
- Артиллерия Джеймса Хантингтона
  - Нью-Йоркский легкоартиллерийский полк, 10-я батарея, лейт. Самуэль Льюис
  - Нью-Йоркский легкоартиллерийский полк, 11-я батарея, лейт. Джон Бертон
  - 1-й Огайский легкоартиллерийский полк, батарея Н, кап. Джеймс Хантингтон

### V Корпус
Командующий: генерал-майор Джордж Мид
Шеф артиллерии: кап. Стивен Уид
Дивизия Чарльза Гриффина
- Бригада Джеймса Барнса
  - 2-й Мэнский пехотный полк, полк. Джордж Варни
  - 18-й Массачусетский пехотный полк, полк. Джозеф Хайес
  - 22-й Массачусетский пехотный полк, полк. Уильям Тилтон
  - 2-я рота массачусетских снайперов, лейт. Роберт Смит
  - 1-й Мичиганский пехотный полк, полк. Ира Аббот
  - 13-й Нью-Йоркский пехотный полк (2 роты), кап. Уильям Доуни
  - 25-й Нью-Йоркский пехотный полк, полк. Чарльз Джонсон
  - 118-й Пенсильванский пехотный полк, полк. Чарльз Превост
- Бригада Джеймса Маккваде
  - 9-й Массачусетский пехотный полк, полк. Патрик Гуини
  - 32-й Мичиганский пехотный полк, пдп. Лютер Стивенсон
  - 4-й Мичиганский пехотный полк, полк. Харрисон Джефордс
  - 14-й Нью-Йоркский пехотный полк, подп. Томас Дэвис
  - 62-й Пенсильванский пехотный полк, полк. Джэкоб Швейцер
- Бригада полковника Томаса Стоктона
  - 20-й Мэнский пехотный полк, подп. Джошуа Чемберлен
  - 16-й Мичиганский пехотный полк, подп. Норвал Уэлч
  - Рота мичиганских снайперов
  - 12-й Нью-Йоркский пехотный полк, кап. Уильям Хьюсон
  - 17-й Нью-Йоркский пехотный полк, подп. Нельсон Бартрам
  - 44-й Нью-Йоркский пехотный полк, полк. Джеймс Райс
  - 83-й Пенсильванский пехотный полк, полк. Стронг Винсент
- Артиллерия Огастуса Мартина
  - Массачусетский легкоартиллеийский полк, 3-я батарея, кап. Огастус Мартин
  - Массачусетский легкоартиллеийский полк, 5-я батарея, кап. Чарльз Филлипс
  - 1-й Род-Айлендский легкоартиллерийский полк, батарея С, кап. Ричард Уотерман
  - 5-й артиллерийский полк, батарея D, лейт. Чарльз Хэзлетт

Дивизия Джорджа Сайкса
- Бригада Ромейна Эйрса
  - 3-й пехотный полк, роты B, C, F, G, I, и K: кап. Джон Уилкинс
  - 4-й пехотный полк, роты C, F, H, и K: кап. Хайпем Дриер
  - 12-й пехотный полк, роты B, C, D, и G, (1-й батальон), и A, C, и D, (2-й батальон), май. Ричард Смит
  - 14-й пехотный полк, роты B, D, E, F, и G, (1-й батальон), и F и G, (2-й батальон), кап. Джонатан Хагер
- Бригада Сидни Бёрбанка
- Бригада Патрика О’Рорка
  - 5-й Нью-Йоркский пехотный полк, полк. Кливленд Уинслоу
  - 140-й Нью-Йоркский пехотный полк, подп. Льюис Эрнст
  - 146-й Нью-Йоркский пехотный полк, полк. Кеннер Гаррард
- 2 артиллерийские батареи

Дивизия Эндрю Хэмфриса
- Бригада Эрастуса Тайлера
  - 91-й Пенсильванский пехотный полк, полк. Эдгар Грегори (р.)
  - 126-й Пенсильванский пехотный полк, лейт. Лэвид Роув
  - 129-й Пенсильванский пехотный полк, полк. Джекоб Фрик
  - 34-й Пенсильванский пехотный полк, полк. Эдвард О’Брайан
- Бригада полковника Питера Аллабаха
  - 123-й Пенсильванский пехотный полк, полк. Джон Кларк
  - 131-й Пенсильванский пехотный полк, май. Роберт Паттон
  - 133-й Пенсильванский пехотный полк, полк. Франклин Спикман
  - 155-й Пенсильванский пехотный полк, подп. Джон Кэин
- Артиллерия Алансона Рэндалла
  - 1-й Нью-Йоркский легкоартиллерийский полк, батарея С, кап. Элмонт Барнес
  - 1-й артиллерийский полк, батареи Е и G, кап. Алансон Рэндалл

### VI Корпус
Командующий: генерал-майор Джон Седжвик
Дивизия Уильяма Брукса
- Бригада Генри Брауна
  - 1-й Нью-Джерсийский пехотный полк, полк. Марк Крллет (уб.), подп. Уильям Генри
  - 2-й Нью-Джерсийский пехотный полк, полк. Самуэль Бак, подп. Чарльз Уибек
  - 3-й Нью-Джерсийский пехотный полк, май. Джеймс Стикни
  - 15-й Нью-Джерсийский пехотный полк, полк. Уильям Пенроуз
  - 23-й Нью-Джерсийский пехотный полк, полк. Берд Крабб
- Бригада Джозефа Бартлетта
  - 5-й Мэнский пехотный полк, полк. Кларк Эдвардс
  - 16-й Нью-Йоркский пехотный полк, полк. Джоел Сивер
  - 27-й Нью-Йоркский пехотный полк, полк. Александер Эдамс
  - 121-й Нью-Йоркский пехотный полк, полк. Эмори Аптон
  - 96-й Пенсильванский пехотный полк, май. Уильям Лессинг
- Бригада Дэвида Рассела
  - 18-й Нью-Йоркский пехотный полк, полк. Джордж Миерс
  - 32-й Нью-Йоркский пехотный полк, полк. Фрэнсис Пинто
  - 49-й Нью-Йоркский пехотный полк, подп. Томас Халингс
  - 95-й Пенсильванский пехотный полк, полк. Густавус Таун (уб), подп. Элиша Холл (уб.)
  - 119-й Пенсильванский пехотный полк, полк. Питер Эллмейкер
- артиллерия Джона Томпкинса
  - Массачусетский легкоартиллерийский полк, 1-я батарея, кап. Уильям Маккартни
  - Нью-Джерсийский легкоартиллерийский полк, батарея А, лейт. Огастин Парсонс
  - Мэрилендский легкоартиллерийский полк, батарея А, ка. Джеймс Ригби
  - 2-й артиллерийский полк, батарея D, лейт. Эдвард Уиллистон

Дивизия Эльбиона Хау
- Бригада Льюиса Гранта[англ.]
  - 26-й Нью-Джерсийский пехотный полк, полк. Эндрю Моррисон
  - 2-й Вермонтский пехотный полк, полк. Джеймс Уолбридж
  - 3-й Вермонтский пехотный полк, полк. Томас Сивер
  - 4-й Вермонтский пехотный полк, полк. Чарльз Стаутон
  - 5-й Вермонтский пехотный полк, полк. подп. Джон Льюис
  - 6-й Вермонтский пехотный полк, полк. Элиша Барни
- Бригада Томаса Нейла
  - 7-й Мэнский пехотный полк, подп. Селдон Коннор
  - 21-й Нью-Джерсийский пехотный полк, полк. Уильям ван Хоутен (уб.)
  - 20-й Нью-Йоркский пехотный полк, полк. Эрнст фон Вегесак (р.)
  - 33-й Нью-Йоркский пехотный полк, полк. Роберт Тейлор
  - 49-й Нью-Йоркский пехотный полк, полк. Дениель Бидвелл
  - 77-й Нью-Йоркский пехотный полк, подп. Уинсор Френч

Дивизия Джона Ньютона
- Бригада Александра Шалера[англ.]
  - 65-й Нью-Йоркский пехотный полк, подп. Джозеф Хемблин
  - 67-й Нью-Йоркский пехотный полк, полк. Нельсон Кросс
  - 122-й Нью-Йоркский пехотный полк, полк. Сайлас Титус
  - 23-й Нью-Йоркский пехотный полк, полк. Джон Эли
  - 82-й Нью-Йоркский пехотный полк, май. Исаак Бассетт
- Бригада Генри Эстиса
  - 7-й Массачусетский пехотный полк, полк. Томас Джонс (р.)
  - 10-й Массачусетский пехотный полк, полк. Генри Эстис
  - 37-й Массачусетский пехотный полк, полк. Оливер Эдвардс
  - 36-й Нью-Йоркский пехотный полк, подп. Джеймс Уолш
  - 2-й Род-Айлендский пехотный полк, полк. Горацио Роджерс Мл.

Легкая дивизия Хирама Бёрнхама
- 6-й Мэнский пехотный полк, подп. Бенжамин Харрис
- 31-й Нью-Йоркский пехотный полк, полк. Фрэнк Джонс
- 43-й Нью-Йоркский пехотный полк, полк. Бенжамин Бейкер
- 61-й Пенсильванский пехотный полк, полк. Джордж Спир (к.)
- 5-й Висконсинский пехотный полк, полк. Томас Аллен

### XI Корпус
Командующий: генерал-майор Оливер Ховард
Дивизия Чарльза Дивенса
- Бригада Леопольда фон Гильзы
  - 41-й Нью-Йоркский пехотный полк, май. Детлев фон Эйнсигель
  - 45-й Нью-Йоркский пехотный полк, полк. Джордж фон Амсберг
  - 54-й Нью-Йоркский пехотный полк, подп. Чарльз Эшби (попал в плен), май. Стивен Ковач
  - 153-й Пенсильванский пехотный полк, полк. Чарльз Гланц (попал в плен), подп. Джекоб Дэчродт
- Бригада Натаниеля Маклина
  - 17-й Коннектикутский пехотный полк, полк. Уильям Нобль (р.)
  - 25-й Огайский пехотный полк, полк. Уильям Ричардсон (р.)
  - 55-й Огайский пехотный полк, полк. Джон Ли
  - 75-й Огайский пехотный полк, полк. Роберт Рейли (уб.), кап. Бенжамин Морган
  - 107-й Огайский пехотный полк, полк. Серафим Миер (попал в плен)
- Нью-Йоркский легкоартиллерийский полк, 13-я батарея, кап. Джулиус Дикманн

Дивизия Адольфа фон Штайнвера
- Бригада Адольфуса Башбека
  - 29-й Нью-Йоркский пехотный полк, подп. Льюис Хартманн (р.)
  - 154-й Нью-Йоркский пехотный полк, полк. Патрик Джонс (р.)
  - 27-й Пенсильванский пехотный полк, подп. Лоренц Кантадор
  - 73-й Пенсильванский пехотный полк, подп. Уильям Мур (р.)
- Бригада Френсиса Бэрлоу
  - 33-й Массачусетский пехотный полк, полк. Эдин Андервуд
  - 134-й Нью-Йоркский пехотный полк, полк. Чарльз Костер
  - 136-й Нью-Йоркский пехотный полк, полк. Джеймс Вуд
  - 73-й Нью-Йоркский пехотный полк, полк. Орланд Смит

Дивизия Карла Шурца
- Бригада Александра Шиммельфеннига
  - 82-й Иллинойсский пехотный полк, полк. Фредерик Геккер (р.)
  - 68-й Нью-Йоркский пехотный полк, полк. Готтфрид Бурри
  - 157-й Нью-Йоркский пехотный полк, полк. Филип Браун Мл.
  - 61-й Огайский пехотный полк, полк. Стивен Макгроарти
  - 74-й Пенсильванский пехотный полк, подп. Адольф фон Хартунг
- Бригада Владимира Кржижановски
  - 58-й Нью-Йоркский пехотный полк, кап. Фредерик Браун (уб.)
  - 119-й Нью-Йоркский пехотный полк, полк. Элиас Пайснер (уб.)
  - 75-й Пенсильванский пехотный полк, полк. Фрэнсис Малер
  - 26-й Висконсинский пехотный полк, полк. Уильям Джейкобс (р.)
- придан: 82-й огайский полк Джеймса Робинсона
- Артиллерийская батарея Хьюберта Дилджера

### XII Корпус
Командующий: генерал-майор Генри Слокам
Дивизия Альфеуса Уильямса
- Бригада Джозефа Кнайпа[англ.] (3 мая принял так же командование 2-й бригадой)
  - 5-й Коннектикутский пехотный полк, полк. Уоррен Пакер (попал в плен), подполковник Джеймс Бетс
  - 28-й Нью-Йоркский пехотный полк, подп. Эллиот Кук (попал в плен), майор Теофилиус Фицджеральд
  - 46-й Пенсильванский пехотный полк, май. Кирус Стос (уб.), кап. Эдвард Уитман
  - 128-й Пенсильванский пехотный полк, полк. Джозеф Мэтьюз (попал в плен), май. Сефас Диер
- Бригада полковника Самуэля Росса (ранен 3 мая и сдал командование Дж. Кнайпу)
  - 20-й Коннектикутский пехотный полк, подп. Уильям Вустер (попал в плен), май. Фило Бэкингем
  - 3-й Мэрилендский пехотный полк, подп. Джилберт Робинсон
  - 123-й Нью-Йоркский пехотный полк, полк. Арчибальд Макдугал[англ.]
  - 145-й Нью-Йоркский пехотный полк, полк. Ливингстон Прайс (р.), кап. Джордж Рейд
- Бригада полковника Томаса Ружера
  - 27-й Индианский пехотный полк, полк. Сайлас Колгроув
  - 2-й Массачусетский пехотный полк, полк. Самуэль Куинси
  - 13-й Нью-Джерсийский пехотный полк, полк. Эзра Карман, май. Джон Граймс, кап. Джордж Бердсли
  - 107-й Нью-Йоркский пехотный полк, полк. Александр Дивен
  - 3-й Висконсинский пехотный полк, полк. Уильям Хоули
- Артиллерия капитана Роберта Фицхью
  - 1-й Нью-Йоркский легкоартиллерийский полк, батарея К, лейт. Эдвард Бейли
  - 1-й Нью-Йоркский легкоартиллерийский полк, батарея М, лейт. Чарльз Вайнегар (попал в плен)
  - 4-й артиллерийский полк, батарея F, лейт. Франклин Кросби (уб.)

Дивизия Джона Гири
- Бригада полковника Чарльза Кэнди
  - 5-й Огайский пехотный полк, подп. Роберт Килпатрик (р.), май. Генри Симмс
  - 7-й Огайский пехотный полк, полк. Уильям Крейтон
  - 29-й Огайский пехотный полк, подп. Томас Кларк
  - 66-й Огайский пехотный полк, подп. Эуген Поуэлл
  - 28-й Пенсильванский пехотный полк, май. Лансфорд Чапман (уб.)
  - 147-й Пенсильванский пехотный полк, подп. Арио Парди Мл.
- Бригада Томаса Кэйна
  - 29-й Пенсильванский пехотный полк, подп. Уильям Ричардс Мл.
  - 109-й Пенсильванский пехотный полк, полк. Генри Стейнрок (уб.)
  - 111-й Пенсильванский пехотный полк, полк. Джордж Кобхам
  - 124-й Пенсильванский пехотный полк, подп. Саймон Литценбег
  - 125-й Пенсильванский пехотный полк, полк. Джекоб Хиггинс
- Бригада Джорджа Грина
  - 60-й Нью-Йоркский пехотный полк, подп. Джон Редингтон
  - 78-й Нью-Йоркский пехотный полк, май. Генри Стагг
  - 102-й Нью-Йоркский пехотный полк, полк. Джеймс Лейн
  - 137-й Нью-Йоркский пехотный полк, полк. Дэвид Айрленд
  - 149-й Нью-Йоркский пехотный полк, май. Абель Кук (р.)
- Артиллерия капитана Джозефа Кнапа
  - Пенсильванский легкоартиллерийский полк, рота Е, лейт. Чарльз Этвелл (р)
  - Пенсильванский легкоартиллерийский полк, рота F, кап. Роберт Хэмптон (уб.)

### Кавалерийский Корпус
Командующий: бригадный генерал Джордж Стоунман
Дивизия Альфреда Плезонтона
- Бригада Бенжамина Дэвиса
  - 8-й Иллинойсский кавалерийский полк, подп. Дэвид Кленденин
  - 3-й Индианский кавалерийский полк, полк. Джордж Чапман
  - 8-й Нью-Йоркский кавалерийский полк, подп. Уильям Маркелл
  - 9-й Нью-Йоркский кавалерийский полк, полк. Уильям Сакетт
- Бригада Томаса Девина
  - 1-й Мичиганский кавалерийский полк (рота L), лейт. Джон Труакс
  - 6-й Нью-Йоркский кавалерийский полк, подп. Дункан МакВикар (уб.)
  - 8-й Пенсильванский кавалерийский полк, май. Пенок Хьеу
  - 17-й Пенсильванский кавалерийский полк, полк. Джошуа Келлог

Дивизия Уильяма Аверелла
- Бригада Хораса Сержанта
  - 1-й Массачусетский кавалерийский полк, подп. Грили Кертис
  - 4-й Нью-Йоркский кавалерийский полк, полк. Льюис Ди Кеснола
  - 6-й Огайский кавалерийский полк, май. Бенжамин Стенпол
  - 1-й Род-Айлендский кавалерийский полк, подп. Джон Томпсон
- Бригада Джона Макинтоша

Дивизия Дэвида Грегга
- Бригада Джадсона Килпатрика
  - 1-й Мэнский кавалерийский полк, полк. Кельвин Донти
  - 2-й Нью-Йоркский кавалерийский полк, подп. Генри Дэвис Мл.
  - 10-й Нью-Йоркский кавалерийский полк, подп. Уильям Ирвин
- Бригада Перси Уиндхема
- Резервная бригада Джона Бьюфорда
  - 6-й Пенсильванский кавалерийский полк, май. Роберт Моррис Мл.
  - 1-й кавалерийский полк, кап. Ричард Лорд
  - 2-й кавалерийский полк, май. Чарльз Уайтинг
  - 5-й Кавалерийский полк, кап. Джеймс Харрисон
  - 6-й кавалерийский полк, кап. Джордж Крем

Бригада конной артиллерии Джеймса Робертсона